# Storoževoe
Storoževoje o Storoževoje Pervoje (in russo Сторожевое Первое o Сторожевое 1-е?) è una città dell'Oblast' di Voronež, nella Russia europea, situata 52 km a sud del capoluogo Voronež e a 38 km da Ostrogožsk. È situata sul fiume Don.
Fu fondata nel 1653.